# (29572) 1998 FH30
A (29572) 1998 FH30 a Naprendszer kisbolygóövében található aszteroida. A LINEAR projekt keretében fedezték fel 1998. március 20-án.